# Cephalophorus callipygus
Il cefalofo di Peters (Cephalophorus callipygus (Peters, 1876), in precedenza Cephalophus callipygus) è una piccola antilope che vive nella zona della foresta equatoriale dell'Africa centrale in un'ampia fascia che da Camerun e Gabon giunge fino alle rive occidentali del Congo.

## Descrizione
Il cefalofo di Peters presenta una lunghezza testa-corpo di 90-115 cm, un'altezza al garrese di 45-60 cm e un peso di 12-23 kg. La coda è lunga 10-16,5 cm e le corna, presenti sia nei maschi che nelle femmine, sono lunghe 5,5-13,8 cm. Il manto va dal marrone rossastro chiaro al marrone scuro: le parti posteriori sono sempre più scure di quelle anteriori. La gola e il petto sono rossi e su quest'ultimo corre una striscia centrale scura. La fronte va dal rosso bruno al nero, il ciuffo di peli sulla sommità del capo è ben sviluppato e di colore bruno-rossastro. Le guance vanno dal rosso al grigio-rosso, le labbra e il mento sono bianchi. L'esterno delle orecchie va dal marrone rossastro al marrone scuro, l'interno è bianco. Le zampe sono dello stesso colore del tronco e scuriscono progressivamente verso gli zoccoli, fino a diventare talvolta quasi nere. La coda presenta un ciuffo terminale bianco nella parte inferiore. Le ghiandole inguinali sono presenti, gli speroni sono piccoli. Le corna sono corte e spesse, curvate verso l'alto all'estremità, di sezione trasversale ovale e fortemente corrugate alla base.
I piccoli sono più scuri degli adulti e presentano una striscia longitudinale scura sul petto e sul ventre. Il manto si schiarisce gradualmente con lo sviluppo, procedendo dalle parti posteriori a quelle anteriori.

## Biologia
Il cefalofo di Peters è presente in tutti i tipi di foresta, compresi i fitti boschi contornati da savana, preferibilmente vicino a specchi d'acqua. Ha abitudini diurne ed è poliginico. Il territorio di un esemplare misura circa 0,4 km² e ogni individuo si sposta quotidianamente per 2-4 km. I siti di riposo già utilizzati non vengono più visitati. La specie si nutre principalmente di frutti, che costituivano circa l'83% della dieta complessiva degli esemplari esaminati vicino a Makokou (Gabon), mentre il 16% era costituito da foglie. Sono preferiti i frutti di diametro compreso tra 1 e 3 cm. Sono note in tutto 55 specie di piante di cui questa specie si nutre, tra cui rappresentanti delle famiglie Annonacee, Burseracee e Myristicacee.
Gli accoppiamenti possono aver luogo in ogni periodo dell'anno, ma più frequentemente da maggio a giugno e in dicembre, periodi corrispondenti all'inizio delle stagioni secche, quando la quantità e la qualità dei frutti maturi è massima. Si stima che il periodo di gestazione sia di 240 giorni, ma non è noto esattamente. Di norma nasce un unico piccolo che pesa circa 3 kg. Durante il periodo di allattamento i giovani consumano molte più foglie rispetto agli adulti.

## Conservazione
Nel 1999 la popolazione complessiva venne stimata in 382000 unità. A livello locale il cefalofo di Peters può presentare anche densità di popolazione alte, ma purtroppo è anche molto cacciato. Nonostante sembri che la specie rigeneri frequentemente le sue popolazioni, la caccia continua potrebbe portare a un drastico calo. Attualmente la IUCN lo classifica come «specie a rischio minimo» (Least Concern).